# Helmut Duvernell
Helmut Duvernell (* 14. Juni 1907 in Duisburg-Ruhrort; † 23. Februar 1995) war ein deutscher Rechtswissenschaftler.

## Leben
Duvernell kam als Sohn des Kaufmanns Wendelin Duvernell und der Maria Duvernell, geb. Lang, zur Welt. Er studierte Rechtswissenschaften und war ab 1954 Professor für Rechtswissenschaft und Arbeitsrecht an der Sozialakademie Dortmund, später auch Leiter der Akademie.
Zudem war er Vorsitzender der Kommission Mitbestimmung der Sozialausschüsse. Seit 1928 war er Mitglied der katholischen Studentenverbindung KDStV Ripuaria Freiburg im Breisgau.

## Ehrungen
- 1973: Großes Verdienstkreuz der Bundesrepublik Deutschland[1]
- 1966: Ritterschlag zum Ritter vom Heiligen Grab zu Jerusalem